# Spiranthes aestivalis
Il viticcino estivo (Spiranthes aestivalis (Poir.) Rich., 1817) è una pianta erbacea della famiglia delle Orchidacee con la particolare infiorescenza disposta a spirale.

## Etimologia
Il nome generico (Spiranthes) deriva dalla forma dell'infiorescenza. Infatti dal greco sappiamo che ”speira” = spira e ”anthos” = fiore. Il termine specifico (aestivalis) deriva dal latino ed è relativo al periodo di fioritura.
Il binomio scientifico di questa pianta inizialmente era Ophrys aestivalis, proposto dal botanico ed esploratore francese Jean Louis Marie Poiret (1755 - 1834) in una pubblicazione del 1798, modificato successivamente in quello attualmente accettato (Spiranthes aestivalis), proposto dal botanico francese Louis Claude Marie Richard (1754 - 1821) in una pubblicazione del 1817.

## Descrizione

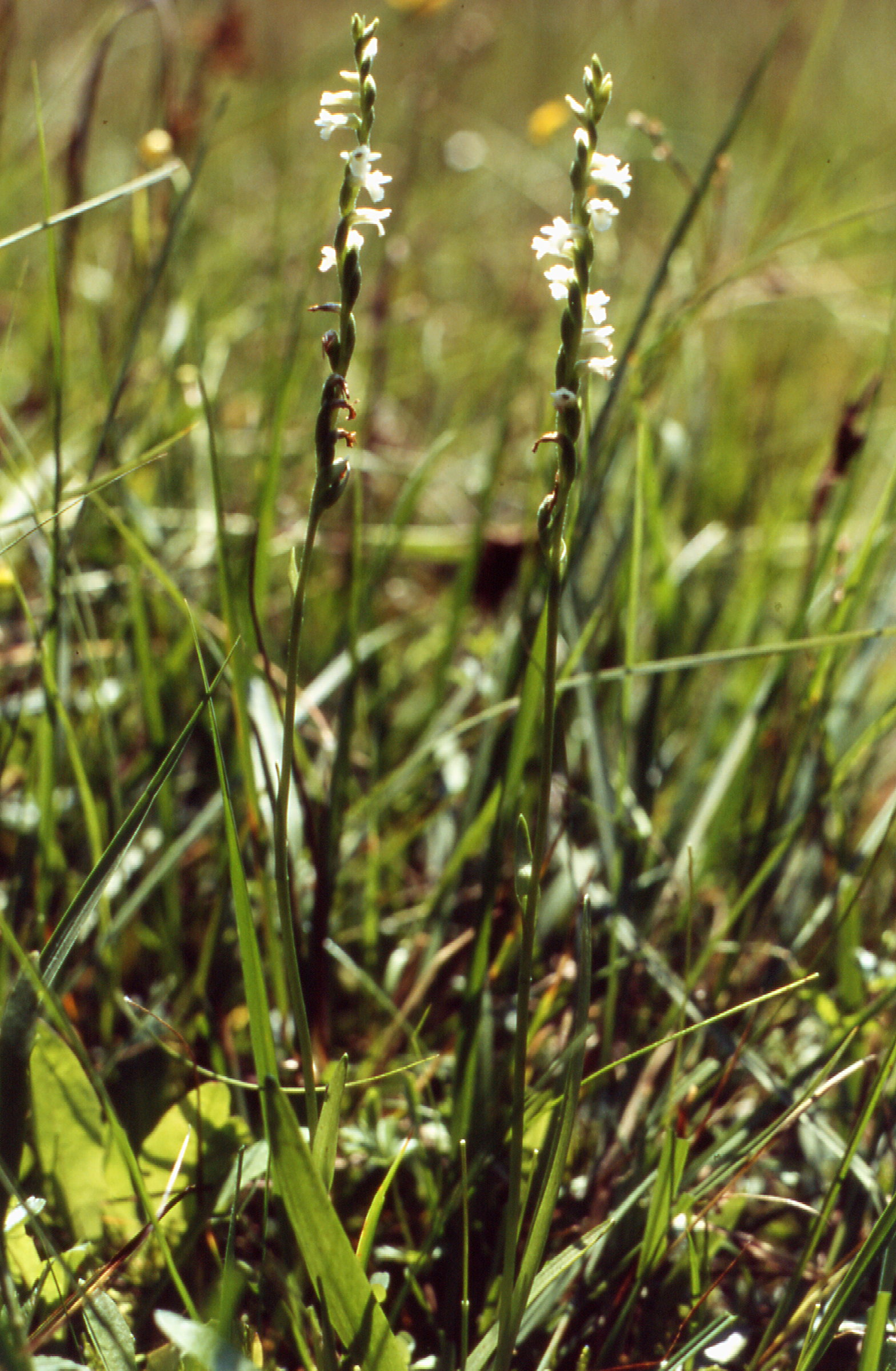
Il portamento

È una pianta erbacea perenne alta da 10 a 40 cm. La forma biologica di questa orchidea è geofita rizomatosa (G rizh), ossia è una piante con un particolare fusto sotterraneo, detto rizoma, che ogni anno si rigenera con nuove radici e   fusti avventizi. È un'orchidea terrestre in quanto contrariamente ad altre specie, non è “epifita”, ossia non vive a spese di altri vegetali di maggiori proporzioni (ha cioè un proprio rizoma).

### Radici
Le radici sono secondarie da rizoma. Sono del tipo fascicolato e si trovano nella parte superiore dei rizotuberi.

### Fusto
- Parte ipogea: la parte sotterranea consiste in un corto rizoma terminante in due (o più) tubercoli allungati (o rizotuberi fusiformi)) le cui funzioni sono quelle di alimentare la pianta, ma anche di raccolta dei materiali nutritizi di riserva. Questa pianta non è stolonifera. Dimensione dei rizotuberi: 5 – 8 cm.
- Parte epigea: i fusti aerei sono sottili, gracili, ascendenti, eretti e semplici. Sono pubescenti nella parte apicale.

### Foglie
- Foglie basali: sono presenti alcune foglie (da 4 a 6) in una rosetta basale; sono intere a forma lineare-lanceolata con apice acuto e portamento eretto. La pagina è percorsa da deboli venature longitudinali (foglie di tipo parallelinervie).  Dimensione delle foglie: larghezza 1 cm; lunghezza 7 – 12 cm.
- Foglie cauline: sono progressivamente ridotte a delle squame patenti simili a brattee.

### Infiorescenza
L'infiorescenza è una spiga sessile e unilaterale. La disposizione dei fiori (da 6 a 20) è a spirale. I fiori sono posizionati alle ascelle di brattee pubescenti e lunghe più dell'ovario; sono inoltre resupinati, ossia ruotati di 180° per cui il labello si trova in posizione bassa. Dimensione dell'infiorescenza: 3 – 10 cm.

### Fiore
I fiori, piccoli quasi labiati, sono ermafroditi ed irregolarmente zigomorfi, pentaciclici (perigonio a 2 verticilli di tepali, 2 verticilli di stami (di cui uno solo fertile – essendo l'altro atrofizzato), 1 verticillo dello stilo). Dimensione dei fiori: 4 – 7 mm.
- Formula fiorale: per queste piante viene indicata la seguente formula fiorale:

X, P 3+3, [A 1, G (3)], infero, capsula
- Perigonio: il perigonio è composto da 2 verticilli con 3 tepali (o segmenti) ciascuno (3 interni e 3 esterni). I vari tepali (a parte il labello) sono più o meno uguali (a forma ovato-lanceolata), tutti ottusi e conniventi. Quelli interni insieme a quello dorsale esterno formano una specie di cappuccio a protezione degli organi riproduttivi (ginostemio). I due tepali laterali esterni sono invece patenti. Il colore dei tepali è bianco. Dimensione dei tepali: 5 mm.
- Labello: il labello è semplice (non formato da due parti distinte) e privo dello sperone. La forma è oblungo-spatolata e allargata (e crenulata) nella parte terminale, mentre alla base i margini sono ripiegati all'interno così da contenere lo ginostemio. Dimensione del labello: 5 mm.
- Ginostemio:  lo stame con le rispettive antere (in realtà si tratta di una sola antera fertile biloculare – a due logge) è concresciuto con lo stilo e forma una specie di organo colonnare chiamato ginostemio[5]. Il polline è conglutinato in pollinii (o masse polliniche) collegati direttamente (senza caudicole) al retinacolo (una ghiandola vischiosa sporgente che ha la funzione di catturare il polline).  L'ovario, infero e sessile, è formato da tre carpelli fusi insieme[3]. L'ovario è inoltre fusiforme e pubescente.
- Fioritura: da giugno a agosto.

### Frutti
Il frutto è una capsula più o meno ovoidale con alcune coste. È deiscente lungo tre di queste coste. Al suo interno sono contenuti numerosi minutissimi semi (sono probabilmente i semi più piccoli della famiglia delle Orchidee). Questi semi sono privi di endosperma e gli embrioni contenuti in essi sono poco differenziati in quanto formati da poche cellule. Queste piante vivono in stretta simbiosi con micorrize endotrofiche, questo significa che i semi possono svilupparsi solamente dopo essere infettati dalle spore di funghi micorrizici (infestazione di ife fungine del genere Rhizoctonia). Questo meccanismo è necessario in quanto i semi da soli hanno poche sostanze di riserva per una germinazione in proprio..

## Biologia
La riproduzione di questa pianta avviene in due modi: 
- per via sessuata grazie all'impollinazione degli insetti pronubi (imenotteri) in quanto è una pianta provvista di nettare; ma la germinazione dei semi è condizionata dalla presenza di funghi specifici (i semi sono privi di albume – vedi sopra).
- per via vegetativa in quanto i rizomi possono emettere gemme avventizie  capaci di generare nuovi individui.

## Distribuzione e habitat
- Geoelemento: il tipo corologico (area di origine) è Mediterraneo–atlantico (Eurimediterraneo).
- Distribuzione: sul territorio italiano queste piante si trovano al nord e in parte al centro (Sardegna compresa). Nelle Alpi italiane è presente soprattutto nella parte occidentale (CN TO VC NO CO BG BZ). Sul versante settentrionale delle Alpi è presente in Francia, Svizzera e Austria occidentale. Sugli altri rilievi europei si trova nei Pirenei, Massiccio Centrale e Massiccio del Giura. È considerata pianta rara.
- Habitat: l'habitat tipico per queste orchidee sono i prati torbosi; ma anche le torbiere basse, prati e pascoli igrofili (da umidi a bagnati). Il substrato preferito è calcareo con pH basico, con terreno a bassi valori nutrizionali e umido.
- Distribuzione altitudinale: sui rilievi queste piante si possono trovare fino a 1300 m s.l.m.; frequentano quindi i seguenti piani vegetazionali: collinare e montano.

### Fitosociologia
Dal punto di vista fitosociologico la specie di questa voce appartiene alla seguente comunità vegetale:
Formazione: comunità delle paludi e delle sorgenti 
Classe: Scheuchzerio-Caricea fuscae
Ordine: Caricetalia davallianae
Alleanza: Caricion davallianae
Associazione: Schoenenion nigricantis

## Tassonomia
Il numero cromosomico di S. aestivalis è: 2n = 30.

### Ibridi
S. aestivalis può ibridarsi con la specie affine Spiranthes spiralis (L.) Chevall. (1827) e produrre l'ibrido:
- Spiranthes × zahlbruckneri Fleischmann (1910)

### Sinonimi
La specie di questa voce ha avuto nel tempo diverse nomenclature. L'elenco che segue indica alcuni tra i sinonimi più frequenti:
- Ophrys aestivalis Poir. (1798) (basionimo)
- Neottia aestivalis (Poir.) DC.

### Specie simili
Con la particolare infiorescenza elicoidale è un'orchidea difficilmente confondibile con altre, a parte l'altra specie dello stesso genere presente in Italia:
- Spiranthes spiralis (L.) Chevall. (1827) - Viticcini autunnali: si distingue per il periodo di fioritura;  la rosetta delle foglie è posizionata lateralmente rispetto al fusto, mentre quella coassiale al fusto al momento dell'antesi è scomparsa; le brattee dell'infiorescenza sono meno lunghe.

## Conservazione
Come tutte le orchidee è una specie protetta e quindi ne è vietata la raccolta e il commercio ai sensi della Convenzione sul commercio internazionale delle specie minacciate di estinzione (CITES). Essendo una pianta igrofila ha bisogno di ambienti paludosi che normalmente vengono bonificati per scopi antropici; i suoi habitat quindi si restringono sempre di più mettendola a rischio di estinzione. In effetti questa specie è iscritta nella lista rossa delle specie a rischio di estinzione: “Tutelata dalla convenzione di Washington (2007)".